# Hungčhi
Hungčhi (také Hungchi nebo Chakhung) je hora vysoká 7 036 m n. m. (7 029 m dle jiných zdrojů) nacházející se v pohoří Himálaj na hranici mezi Čínskou lidovou republikou a Nepálem.

## Charakteristika
Hungčhi leží mezi vrcholy Mount Everestu, který je vzdálený 17 km směrem na jihovýchod a Čo Oju 12 km na severozápad.

## Prvovýstup
Prvovýstup na Hungčhi provedla japonská expedice 19. dubna 2003. Jejím vedoucím byl Takashi Shiro. Další horolezci, kteří dosáhli vrcholu, byli Kanji Shimizu, Tadashi Morita a Katsuo Fukuhara, stejně jako Nepálci Tul Bahadur Tamang, Ram Kaji Tamang, Hitman Tamang a Santaman Tamang.